# Leiophron flaviceps
Leiophron flaviceps är en stekelart som beskrevs av Sergey A. Belokobylskij 1993. Leiophron flaviceps ingår i släktet Leiophron och familjen bracksteklar. Inga underarter finns listade i Catalogue of Life.